# George Benson
George Benson, född 22 mars 1943 i Pittsburgh, Pennsylvania, är en amerikansk gitarrist och sångare. Han har främst spelat in jazz fusion, smooth jazz, soul jazz, och urban contemporary, ofta blandade med varandra. Benson började spela musik som 7-åring och albumdebuterade 1964. Efter att ha spelat in många album fick han ett större genombrott 1976 då han släppte albumet Breezin' . Skivan låg etta på tre av Billboards listor samtidigt, pop, jazz och r&b-listorna. Hans version av Leon Russells "This Masquerade" släpptes som singel och blev en stor hit i USA. Den vann en Grammy för årets låt. 1977 spelade han in originalversionen av "Greatest Love of All" som senare blev en stor hit för Whitney Houston. 1980 hade han ännu en stor framgång med låten "Give Me the Night" som producerades av Quincy Jones. Han har fortsatt släppa nya album och turnerat in på 2000-talet.

## Diskografi
Studioalbum
- 1964 The New Boss Guitar
- 1966 It's Uptown
- 1966 The George Benson Cookbook
- 1968 Giblet Gravy
- 1968 Shape of Things to Come
- 1968 Goodies
- 1969 Tell It Like It Is
- 1969 The Other Side of Abbey Road
- 1971 Beyond the Blue Horizon
- 1971 White Rabbit
- 1973 Body Talk
- 1974 Bad Benson
- 1976 Good King Bad
- 1976 Benson & Farrell med "Joe Farrell"
- 1976 Breezin'
- 1977 In Flight
- 1979 Livin' Inside Your Love
- 1980 Give Me the Night
- 1983 In Your Eyes
- 1983 Pacific Fire
- 1984 20/20
- 1986 While the City Sleeps...
- 1987 Collaboration med "Earl Klugh"
- 1988 Twice the Love
- 1989 Tenderly
- 1990 Big Boss Band med "Count Basie Orchestra"
- 1993 Love Remembers
- 1996 That's Right
- 1998 Standing Together
- 2000 Absolute Benson
- 2003 Irreplaceable
- 2006 Givin' It Up med "Al Jarreau"
- 2009 Songs and Stories
- 2011 The Guitar Man